# (4478) Blanco
(4478) Blanco est un astéroïde de la ceinture principale.

## Description
(4478) Blanco est un astéroïde de la ceinture principale. Il fut découvert le 23 avril 1984 à La Silla par Walter Ferreri et Vincenzo Zappalà. Il présente une orbite caractérisée par un demi-grand axe de 2,25 UA, une excentricité de 0,13 et une inclinaison de 3,3° par rapport à l'écliptique.

## Compléments